# Polygrapta angulilinea
Polygrapta angulilinea är en fjärilsart som beskrevs av M.Gaede 1939. Polygrapta angulilinea ingår i släktet Polygrapta och familjen nattflyn. Inga underarter finns listade i Catalogue of Life.